# مانسانارس (کالداس)
مانسانارس (کالداس) (به اسپانیایی: Manzanares, Caldas) یک سکونتگاه مسکونی در کلمبیا است که در بخش کالداس واقع شده‌است.